# Jennifer Tilly
Jennifer Tilly (født 16. september 1958) er en amerikansk teater-, filmskuespiller og dubber. Hun er storesøster til Meg Tilly som også er skuespiller. Udover sin skuespillerkarriere er hun også en seriøs pokerspiller, hvor hun har deltaget i World Series of Poker adskillige gange.
Hun er kendt for sin hæse og nasale stemme, samt sin store barm, som ofte betyder at hun er blevet castet som den naive og frivole kvinde. Hun er mest for Woody Allens film Bullets Over Broadway, hvor hun blev nomineret til en Oscar for bedste kvindelige birolle og komediefilmen Fuld af løgn, hvor hun spiller rollen som Jim Carreys advokatklient.
Som dubber er hun kendt for at lægge stemme til karakteren Bonnie i den animerede sit-com Family Guy, hvor hun har været med i alle sæsoner.